# 오쓰촌 (니가타현 산토군 1901년)
오쓰촌(大都村)은 니가타현 산토군에 설치되었던 촌이다. 현재의 나가오카시에 해당한다.